# ولتاوا

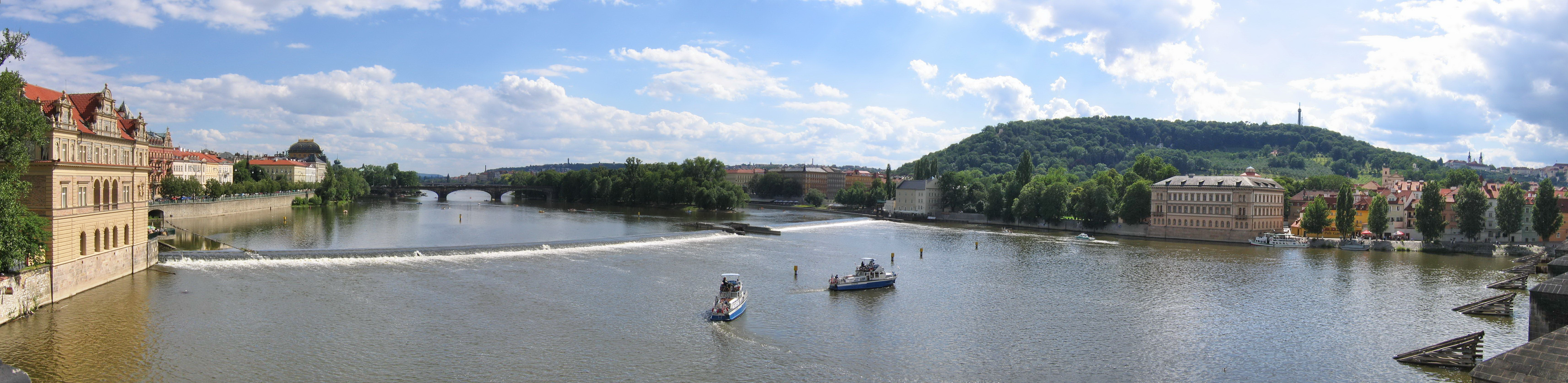
رودخانه ولتاوا در پراگ.

رودخانه ولتاوا یا مولداو، (به‌زبان چکی، Vltava) بلندترین رودخانه چک یکی از رودهای جنبی که در طرف چپ البه جاری است و به‌آن منتهی می‌شود. از جریانات اصلی منطقه بوهم در جمهوری چک که دارای ۴۴۰ کیلومتر طول است. این رودخانه از دو چشمه اصلی در جنگل‌های بوهم تغذیه می‌شود و در نزدیکی شهر ملنیک پس از گذشت از سدهای متعدد با نیروگاه‌های برق، به رودخانه البه می‌ریزد.
این رودخانه شهر پراگ پایتخت جمهوری چک را به دو بخش تقسیم می‌کند.

## ریشه‌شناسی
هم نام چکی «Vltava» و هم نام آلمانی «Moldau» احتمالاً از واژه‌های ژرمنی قدیم «wilt ahwa» به معنای «آب وحشی» گرفته شده‌اند (با لاتین «aqua» مقایسه کنید). در Annales Fuldenses (سال ۸۷۲ میلادی) این رودخانه با نام «Fuldaha» ثبت شده است؛ از سال ۱۱۱۳ میلادی با نام «Wultha» شناخته می‌شود. در Chronica Boemorum (سال ۱۱۲۵ میلادی) برای اولین بار به حالت چکی بوهمیایی با نام «Wlitaua» ذکر شده است.

## مسیر

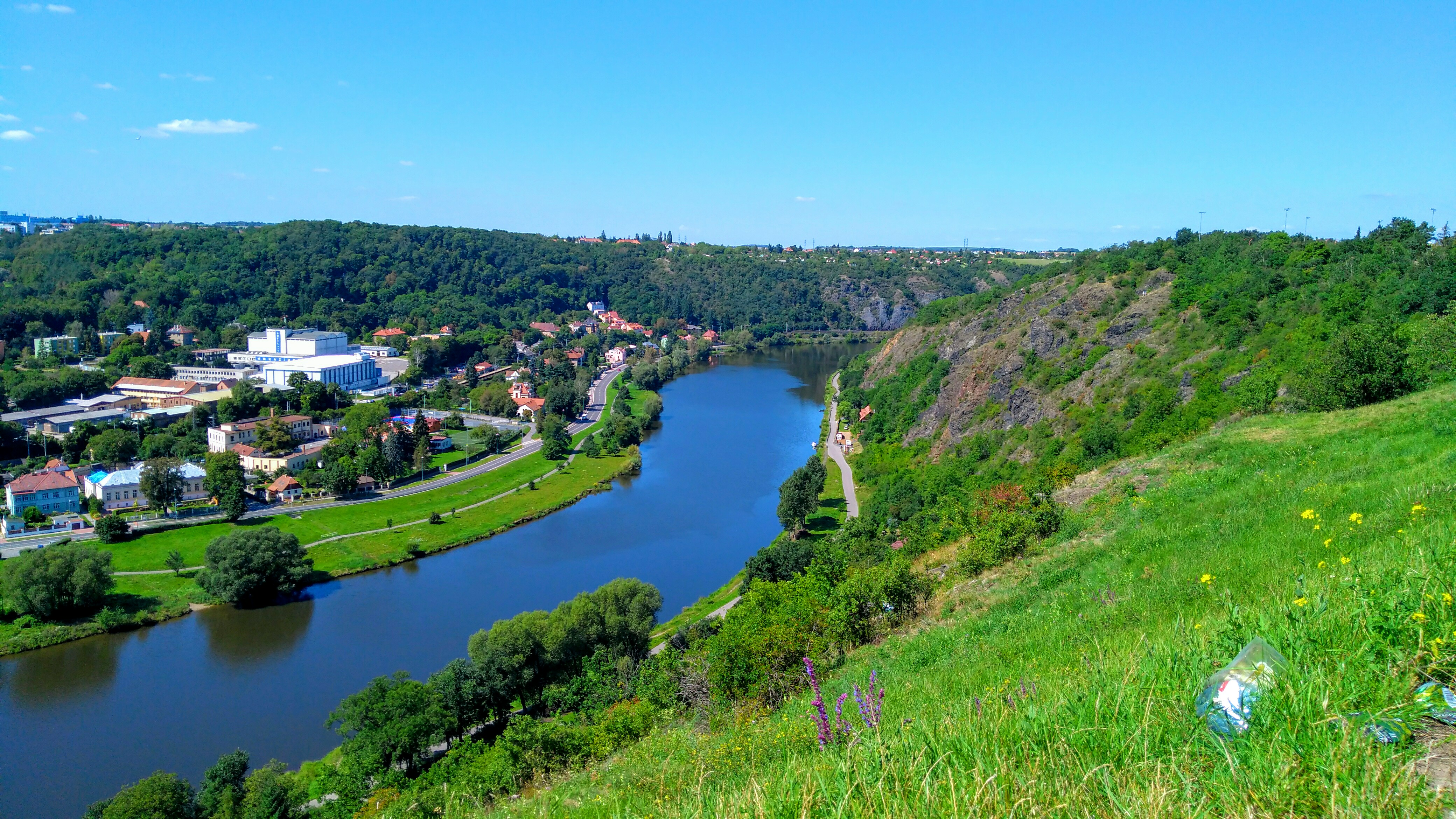
رود ولتاوا از نقطه دید بوهنیتسه

رود ولتاوا از تلاقی دو رودخانه، تپلا ولتاوا (طولانی‌تر) و استودنا ولتاوا که از بایرن سرچشمه می‌گیرد، تشکیل می‌شود. از دیدگاه مدیریت منابع آبی، ولتاوا و تپلا ولتاوا یک رود محسوب می‌شوند و شماره‌گذاری رود مایل آن‌ها یکپارچه است. تپلا ولتاوا از منطقه کوئیلدا در شوماوا و در ارتفاع ۱٬۱۷۴ متر (۳٬۸۵۲ فوت) از دامنه شنا هورا سرچشمه می‌گیرد. طول ولتاوا همراه با تپلا ولتاوا برابر با ۴۳۱٫۳ کیلومتر (۲۶۸٫۰ مایل) است، اما بدون در نظر گرفتن تپلا ولتاوا، طول ولتاوا به ۳۷۷٫۰ کیلومتر (۲۳۴٫۳ مایل) کاهش می‌یابد. این رودخانه از جنوب به شمال بوهم جاری شده و از شهرهای چسکی کروملوف، چسکه بودیوویتسه و پراگ عبور می‌کند و در ملنیک در ارتفاع ۱۵۶ متر (۵۱۲ فوت) به رود البه می‌پیوندد. اختلاف ارتفاع از سرچشمه تا مصب رود ۱٬۰۱۸ متر (۳٬۳۴۰ فوت) است.
حوزه آبریز ولتاوا مساحتی برابر با ۲۸٬۰۸۹٫۹ کیلومتر مربع (۱۰٬۸۴۵٫۶ مایل مربع) را پوشش می‌دهد که شامل بیش از نیمی از بوهم و حدود یک‌سوم کل خاک جمهوری چک است. آب‌های این حوزه در نهایت به دریای شمال تخلیه می‌شوند.
رودخانه هنگام عبور از پراگ، توسط ۱۸ پل (از جمله پل کارل) قطع می‌شود و مسافتی معادل ۳۱ کیلومتر (۱۹ مایل) را در این شهر طی می‌کند. آب این رودخانه تا سال ۱۹۱۲ برای آشامیدن استفاده می‌شد، اما با توقف عملیات پمپاژ در برج آب وینوهاردی، اکنون تنها به‌عنوان محلی برای تماشای شهر مورد استفاده قرار می‌گیرد. با این حال، این رودخانه منبع ذخیره آب آشامیدنی در مواقع خرابی یا تعمیر منابع تأمین آب اصلی است و کارخانه تصفیه آب پودولی برای چنین شرایطی در حالت آماده‌باش قرار دارد. بخش طولانی رودخانه بالادست این کارخانه تحت مقررات سختگیرانه‌تر پیشگیری از آلودگی قرار دارد.
در طول مسیر خود، ولتاوا شاخه‌های فرعی متعددی دریافت می‌کند. طولانی‌ترین شاخه‌های فرعی ولتاوا عبارتند از:
| شاخه فرعی      | طول (کیلومتر) | رود مایل | جهت  |
| -------------- | ------------- | -------- | ---- |
| برونکا         | ۲۴۴٫۶         | ۶۳٫۴     | چپ   |
| سازاوا         | ۲۲۵٫۹         | ۷۸٫۳     | راست |
| لوژنیتسه       | ۱۹۷٫۹         | ۲۰۲٫۲    | راست |
| اوتاوا (رود)   | ۱۳۴٫۸         | ۱۶۹٫۱    | چپ   |
| مالشه          | ۹۶٫۰          | ۲۴۰٫۰    | راست |
| ماستنیک        | ۴۹٫۵          | ۱۰۴٫۶    | راست |
| کوتسابا        | ۴۷٫۷          | ۸۲٫۸     | چپ   |
| باکوفسکی پوتوک | ۴۴٫۶          | ۱۳٫۷     | چپ   |
| بزدرفسکی پوتوک | ۴۳٫۱          | ۲۳۱٫۰    | چپ   |
| روکیتکا        | ۳۷٫۲          | ۴۷٫۴     | راست |
| بوتیچ          | ۳۳٫۸          | ۵۵٫۲     | راست |
| پُلچنیتسه       | ۳۲٫۸          | ۲۸۱٫۳    | چپ   |
| کژمژسکی پوتوک  | ۳۱٫۸          | ۲۵۸٫۵    | چپ   |

## ناوبری

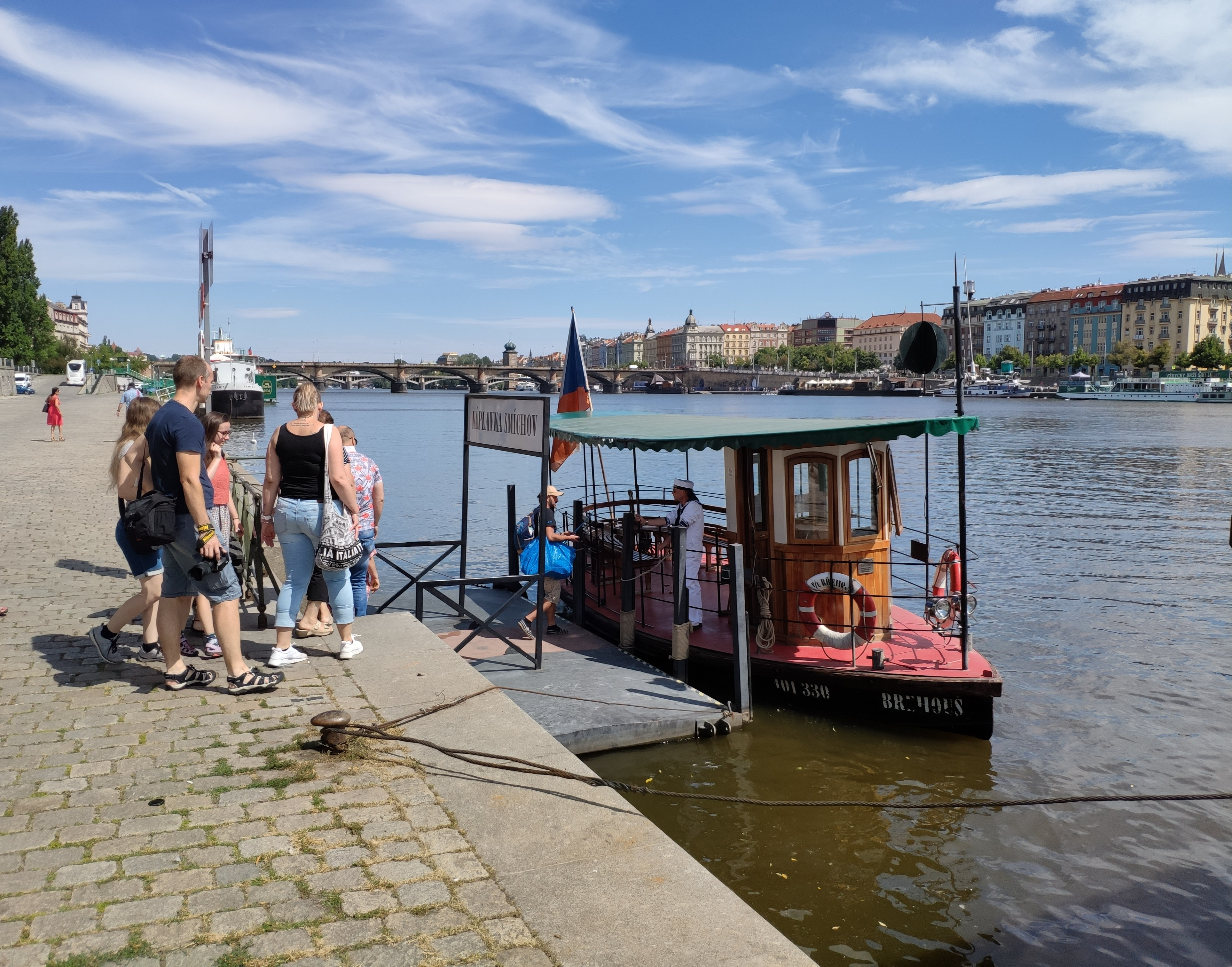
سکوی ساحلی و بارانداز سابق «ناپلاوکا» در پراگ

بین محل تلاقی با رود البه در ملنیک و پراگ، این رودخانه برای کشتی‌هایی با ظرفیت حداکثر هزار تن قابل کشتیرانی است. بیشتر مسیر رودخانه در بالادست پراگ تا چسکه بودیوویتسه برای قایق‌هایی با ظرفیت حداکثر ۳۰۰ تن قابل کشتیرانی است، اما این قایق‌ها نمی‌توانند از سدهای سد اورلیک و مخزن اسلاپی عبور کنند و همچنین با یک پل کوتاه در تین ناد ولتاوو محدود می‌شوند. برای اینکه این قایق‌ها بتوانند در کل مسیر حرکت کنند، برنامه‌ریزی شده تا بالابرهای قایق که برای دو سد در نظر گرفته شده اما هرگز تکمیل نشده‌اند را به اتمام برسانند و پل را بازسازی کنند.
در بالادست چسکه بودیوویتسه، بخش رودخانه در اطراف چسکی کروملوف (به‌طور خاص از ویششی برود تا بورشوف ناد ولتاووو) یک مقصد بسیار محبوب برای گردشگری آبی است.

## سدها

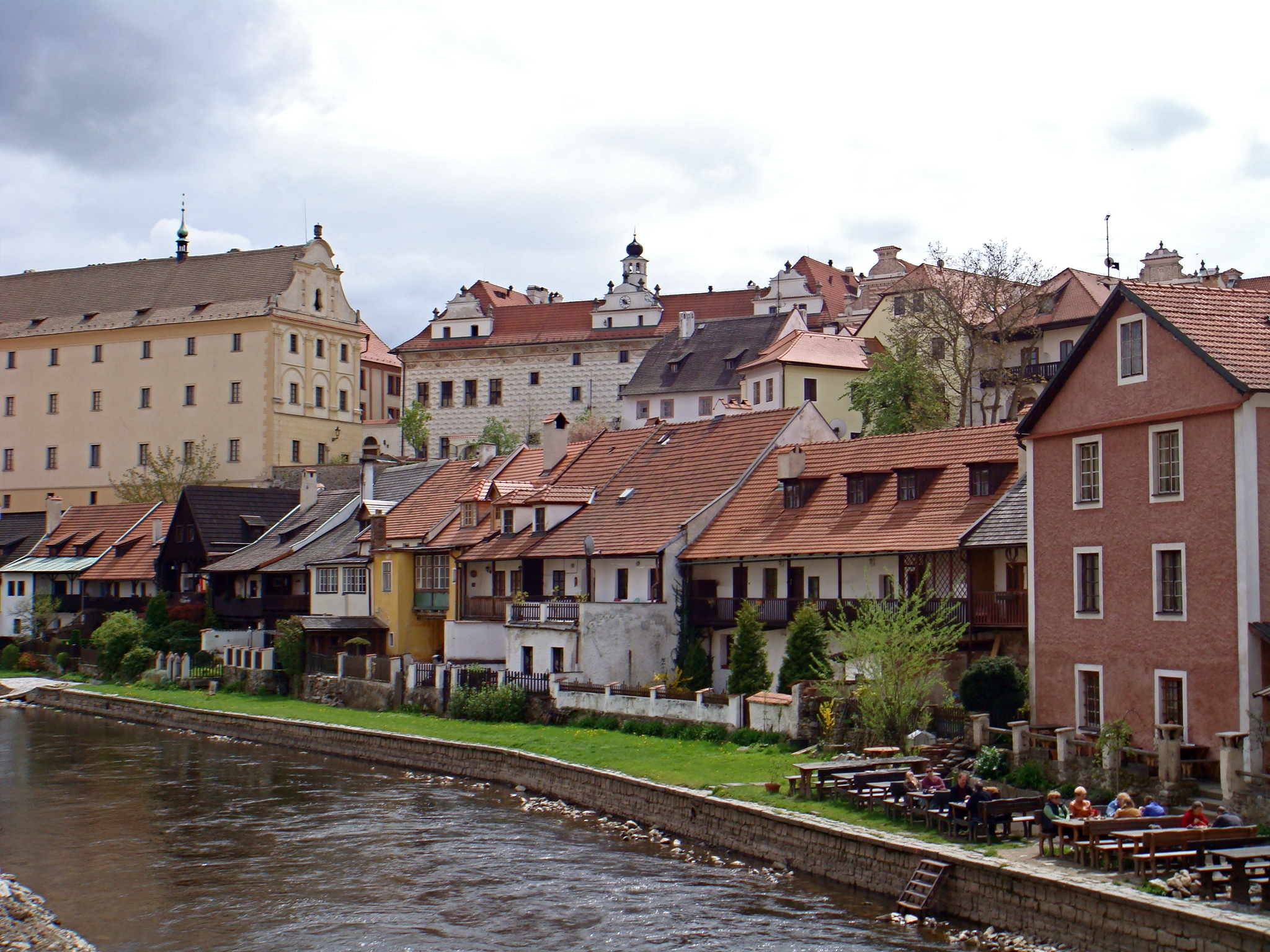
مرکز تاریخی چسکی کروملوف در نزدیکی رودخانه ولتاوا

از دهه ۱۹۳۰ به بعد، ۹ سد برق آبی برای تنظیم جریان آب و تولید برق آبی در جنوب پراگ بر روی رودخانه ولتاوا ساخته شده است. این سدها با شروع از سرچشمه عبارتند از: مخزن لیپنو، سد لیپنو ۲، سد هنوکوویتسه، سد کورژنسکو، سد اورلیک، سد کامیک، مخزن اسلاپی، سد اشتخوویتسه و سد ورانِه. مخزن اورلیک از نظر حجم بزرگ‌ترین مخزن روی رودخانه ولتاوا را پشتیبانی می‌کند، در حالی که مخزن لیپنو از نظر مساحت بزرگ‌ترین مخزن را در خود جای داده است. سد اشتخوویتسه بر روی محل جریان‌های سنت جان ساخته شده است.
این رودخانه همچنین دارای سرریزهای متعددی است که به کاهش جریان آن از ارتفاع ۱۱۷۲ متر در سرچشمه نزدیک مرز آلمان تا ۱۵۵ متر در محل تلاقی آن در ملنیک کمک می‌کند.

## سیل‌ها
حوضه ولتاوا در طول تاریخ ثبت‌شده چندین بار سیل زده است. نشانگرهایی در امتداد سواحل برای نشان دادن خط آب برای سیل‌های قابل توجه در سال‌های ۱۷۸۴، ۱۸۴۵، ۱۸۹۰، ۱۹۴۰ و بالاترین سطح در سال ۲۰۰۲ ایجاد شده است.
پراگ در سال ۲۰۱۳ نیز دوباره دچار سیل شد. بسیاری از مکان‌ها در حوضه‌های ولتاوا و البه زیر آب رفتند، از جمله باغ‌وحش پراگ، اما موانع فلزی در امتداد سواحل ولتاوا برای کمک به محافظت از مرکز تاریخی شهر برپا شد.

## جایگاه در فرهنگ و علم
یکی از شناخته‌شده‌ترین آثار موسیقی کلاسیک از یک آهنگساز اهل چک، اثر بدریخ اسمتانا به نام «میهن من» است که گاهی اوقات در انگلیسی با نام «مولداو» شناخته می‌شود. این اثر متعلق به دوره موسیقی رمانتیک موسیقی کلاسیک است و توصیف موسیقایی از مسیر رودخانه در سراسر بوهم است.
شعر سمفونیک اسمتانا همچنین الهام‌بخش آهنگی به همین نام اثر برتولت برشت بوده است. نسخه انگلیسی آن، اثر جان ویلت، با متن «در اعماق مولداو سنگریزه‌ها در حال جابه‌جایی هستند» / «در پراگ، سه امپراتور مرده در حال پوسیدن هستند» همراه است.
رودخانه ولتاوا به عنوان لوکیشن برای تعدادی از فیلم‌ها، از جمله درام محصول ۱۹۴۲ چکسلواکی با عنوان «سد بزرگ» مورد استفاده قرار گرفته است. در سال‌های اخیر، از ولتاوا به عنوان لوکیشن فیلم‌هایی مانند «آمادئوس » در سال ۱۹۸۴ و «مأموریت: غیرممکن» در سال ۱۹۹۶ استفاده شده است.
یک ریزسیاره به نام ولدآوا ۲۱۲۳ که در سال ۱۹۷۳ توسط اخترشناس اتحاد جماهیر شوروی، نیکلای استپانوویچ چرنیخ کشف شد، به نام این رودخانه نامگذاری شده است.